# Andrzej Wierciński (antropolog)
Andrzej Wierciński (ur. 22 kwietnia 1930 w Chorzowie, zm. 8 grudnia 2003 w Warszawie) – polski antropolog, etnolog, religioznawca, kabalista.

## Życiorys

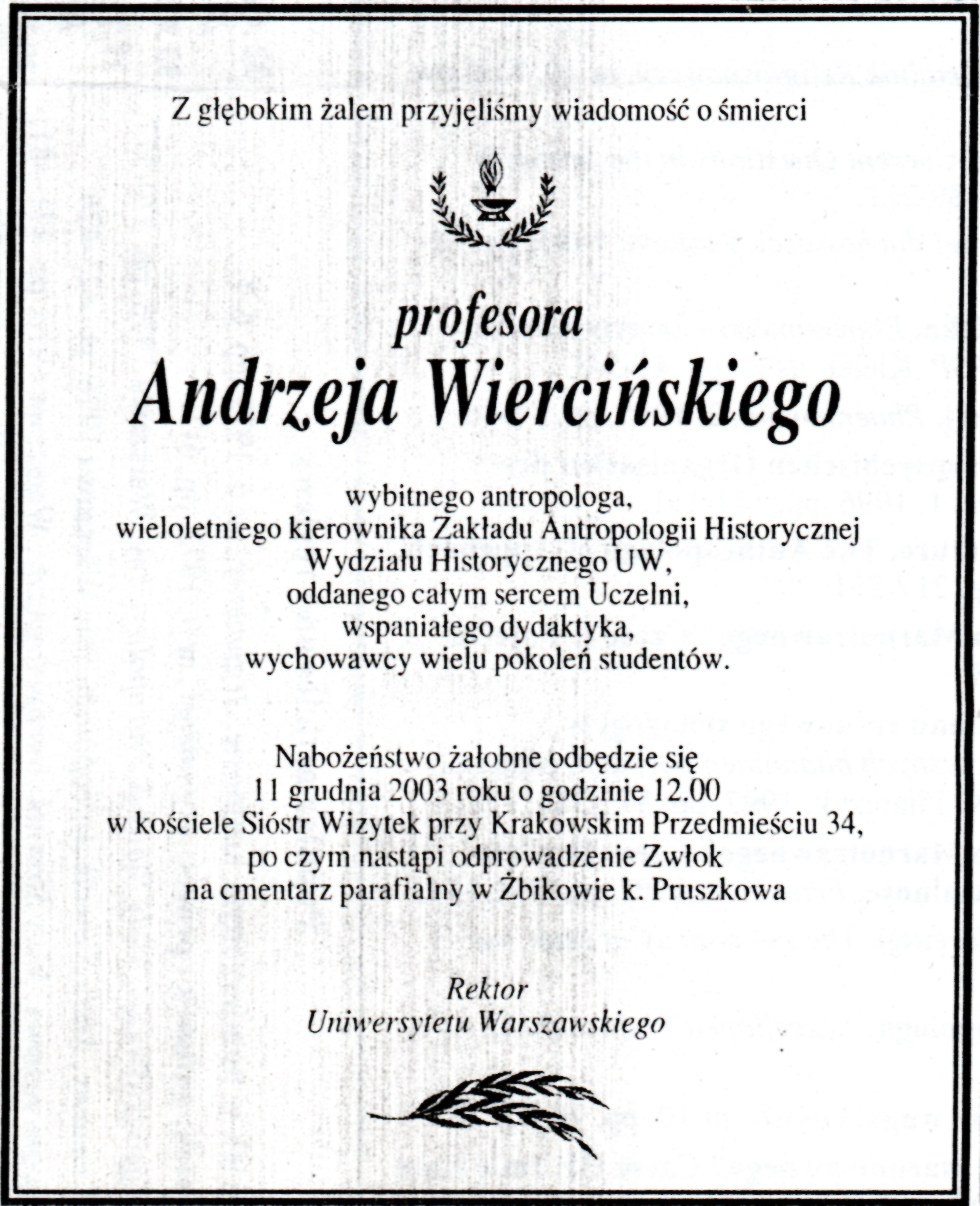
Nekrolog prof. Wiercińskiego od rektora macierzystej uczelni prof. Piotra Węgleńskiego

Studiował w latach 1948–1951 na Uniwersytecie Warszawskim – początkowo fizykę, po czym pod koniec pierwszego roku studiów przeniósł się na antropologię fizyczną. Jako student został asystentem w Instytucie Nauk Antropologicznych i Etnologicznych. Pracę magisterską poświęcił przedhistorycznej ludności południowej Syberii. W 1957 obronił pracę doktorską dotyczącą dziedziczenia indywidualnych cech typu rasowego. Rozprawa habilitacyjna dotyczyła genezy ludności egipskiej okresu przeddynastycznego.
Był profesorem Uniwersytetu Warszawskiego i autorem setek prac drukowanych w prasie specjalistycznej na temat antropologii ogólnej i antropologii religii, w szczególności etnogenezy Słowian, starożytnego Egiptu i przedhiszpańskiego Meksyku, zmian mikroewolucyjnych w Polsce, teorii symbolizacji i teorii kultury. W 1959 współorganizował wyprawę naukową do Egiptu, gdzie został zatrudniony jako łącznik między PAN a egipskim Narodowym Centrum Badań National Research Centre. Od 1978 kierował Zakładem Antropologii Historycznej Instytutu Archeologii UW, od 1993 Katedrą Antropologii Ogólnej w Wyższej Szkole Pedagogicznej w Kielcach; wykładał także w Instytucie Religioznawstwa UJ w Krakowie i na wielu uniwersytetach zagranicznych jako visiting professor, m.in. w Kairze, Paryżu, Waszyngtonie i Los Angeles. Odznaczony m.in. Złotym Krzyżem Zasługi i Krzyżem Kawalerskim Odrodzenia Polski.
W ostatnich latach życia zajmował się gematrią. Od czasów szkolnych był bliskim przyjacielem Jerzego Prokopiuka, w młodości związany z kręgiem skupionym w Komorowie wokół antropozofa, uczonego i mistyka Roberta Waltera.

## Dzieła
- Magia i religia. Szkice z antropologii religii. Wyd. 1. Kraków: Zakład Wydawniczy >>NOMOS<<, 2000. ISBN 83-85527-19-2. Brak numerów stron w książce
- Przez wodę i ogień. Biblia i Kabała, Nomos, Kraków 1996, ISBN 83-85527-36-2

## Upamiętnienie
- Między drzewem życia a drzewem poznania. Kięga ku czci Profesora Andrzeja Wiercińskiego pod redakcją Mariusza S. Ziółkowskiego i Arkadiusza Sołtysiaka, Warszawa-Kielce 2003, s. 373, ISBN 83-907360-9-8
- Vertiniana. The Peculiarity of Man, nr 20 jubileuszowy, red. nauk. Ryszard Stefański, Wydawnictwo Adam Marszałek, Wydawnictwo Naukowe GRADO, Toruń-Kielce 2014, s. 456, ISSN 2083-9235